# نانا شبير
نانا شبير (بالألمانية: Nana Spier)‏ (و. 1971  م) هي ممثلة، وممثلة صوت ألمانية، ولدت في برلين.

## وصلات خارجية
- نانا شبير على موقع IMDb (الإنجليزية)
- نانا شبير على موقع ميوزك برينز (الإنجليزية)
- نانا شبير على موقع ديسكوغز (الإنجليزية)

- نانا شبير في قاعدة بيانات الأفلام على الإنترنت